# 韋斯特波特 (紐約州)
韋斯特波特（英語：Westport）是一個位於美國紐約州艾塞克斯縣的鎮。

## 人口
根據2020年美國人口普查的數據，韋斯特波特的面積為173.03平方千米，當中陸地面積為150.66平方千米，而水域面積為22.37平方千米。當地共有人口1320人，而人口密度為每平方千米8人。